# Benedetto Marcello

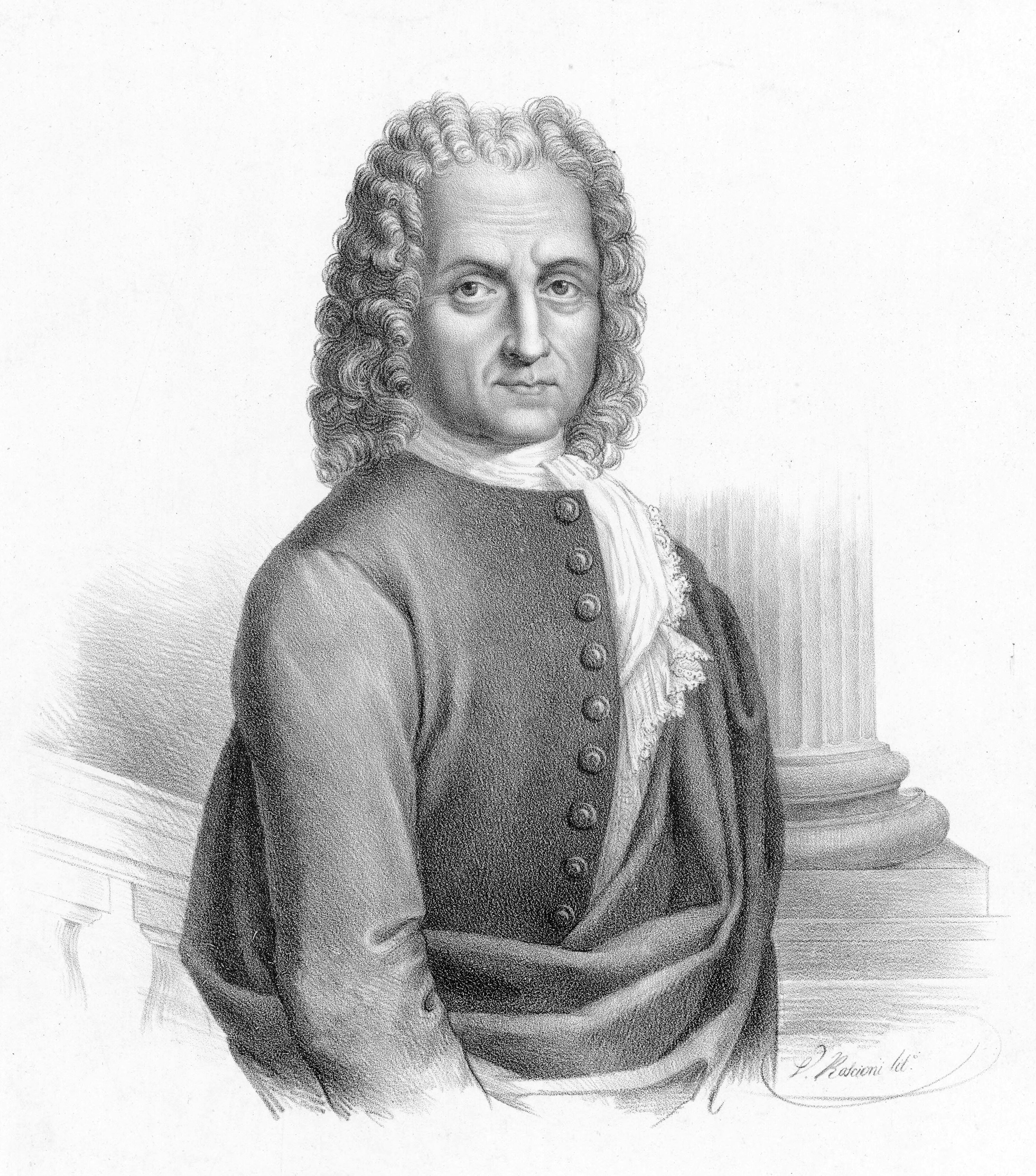
Benedetto Marcello

Benedetto Marcello, född 2 augusti 1686 i Venedig av adlig börd, död 25 juli 1739 i Brescia var en italiensk jurist, kompositör och poet. Han studerade musik hos Francesco Gasparini. Marcello har skrivit ca 170 kantater, 4- till 8-stämmiga mässor, operor, motetter, madrigaler, instrumentala verk som symfonier, konserter för violin, cembalo, oboe, orgel mm. Benedetto Marcellos äldre bror Alessandro Marcello (1 februari 1673–19 juni 1747) var även han en mycket framgångsrik tonsättare och är idag kanske ännu mer namnkunnig än Benedetto och är kanske mest känd för sin oboekonsert i d-moll. Benedetto ingick olagligt äktenskap med sin sångelev Rosanna Scalfi som efter Benedettos död inte fick ärva hans tillgångar varpå hon då stämde Alessandro för att få ekonomiskt stöd.